# تود ريتشاردز
تود ريتشاردز (بالإنجليزية: Todd Richards)‏ هو لاعب هوكي الجليد أمريكي، ولد في 20 أكتوبر 1966 في كريستال في الولايات المتحدة.

## وصلات خارجية
- تود ريتشاردز على موقع دوري الهوكي الوطني (الإنجليزية)
- تود ريتشاردز على موقع EliteProspects.com (الإنجليزية)
- تود ريتشاردز على موقع HockeyDB.com (الإنجليزية)
- تود ريتشاردز على موقع Hockey-Reference.com (الإنجليزية)